# Cercidium microphyllum
Cercidium microphyllum är en ärtväxtart som först beskrevs av John Torrey, och fick sitt nu gällande namn av Joseph Nelson Rose och Ivan Murray Johnston. Cercidium microphyllum ingår i släktet Cercidium och familjen ärtväxter. Inga underarter finns listade i Catalogue of Life.

## Bildgalleri

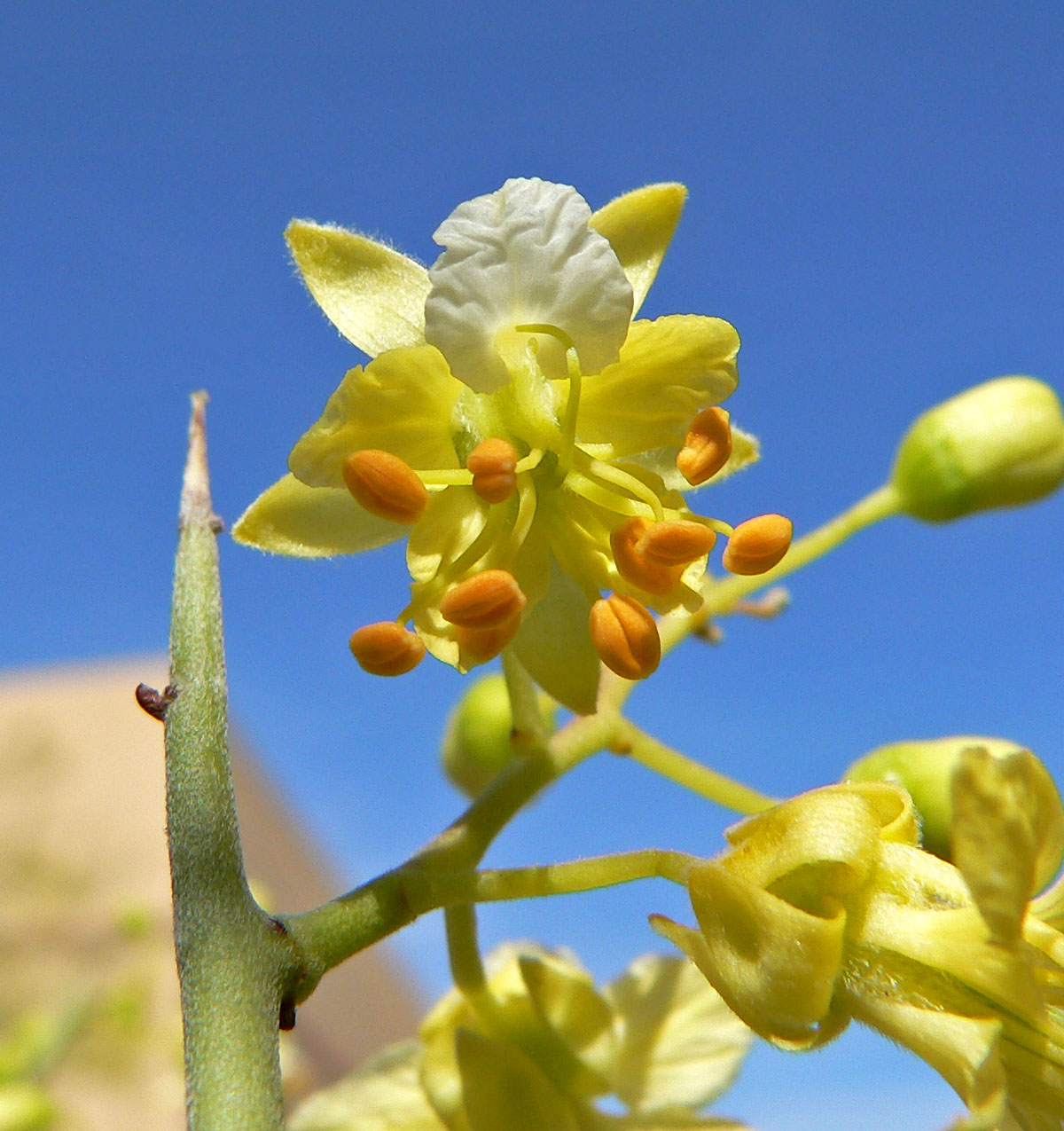
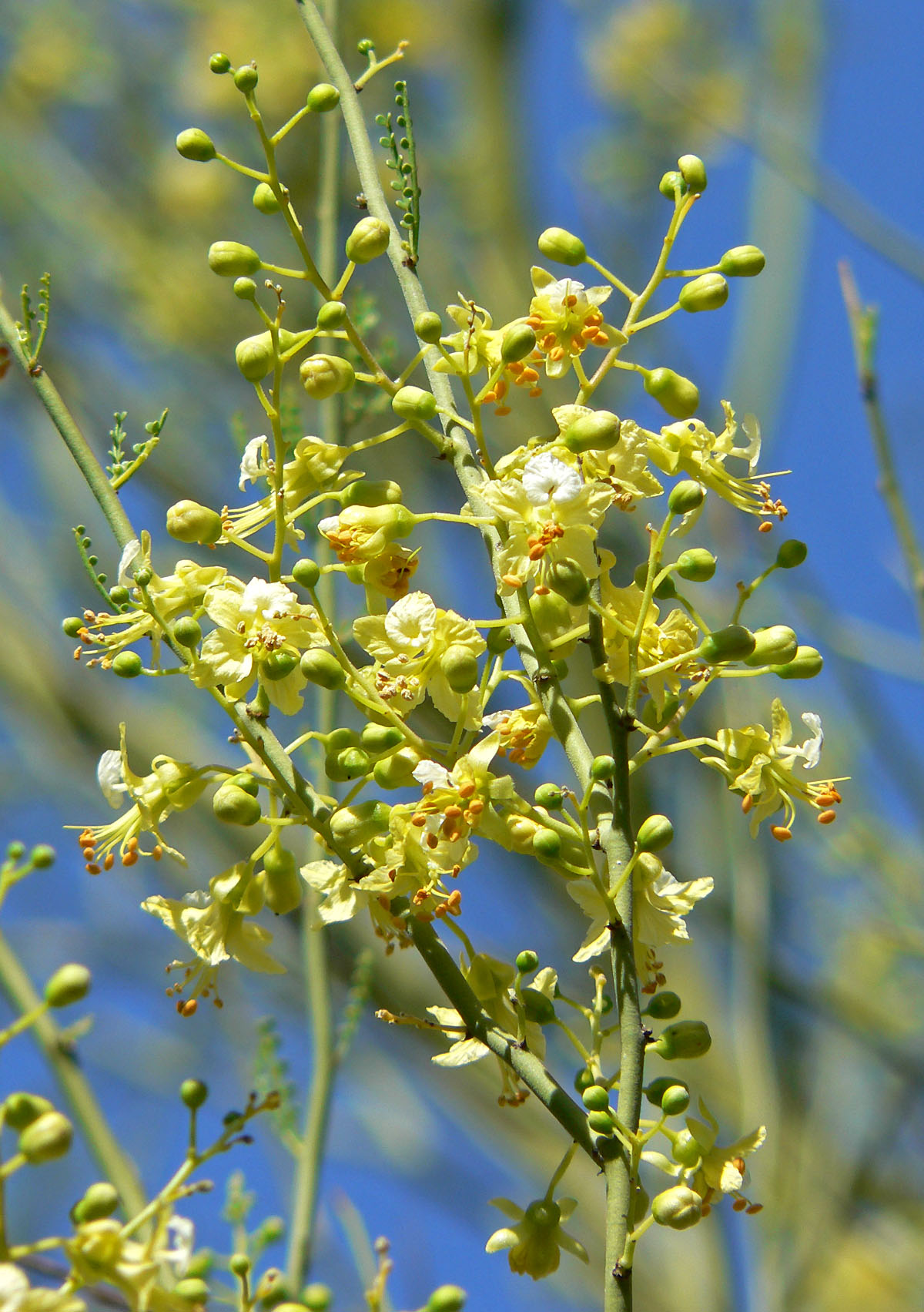
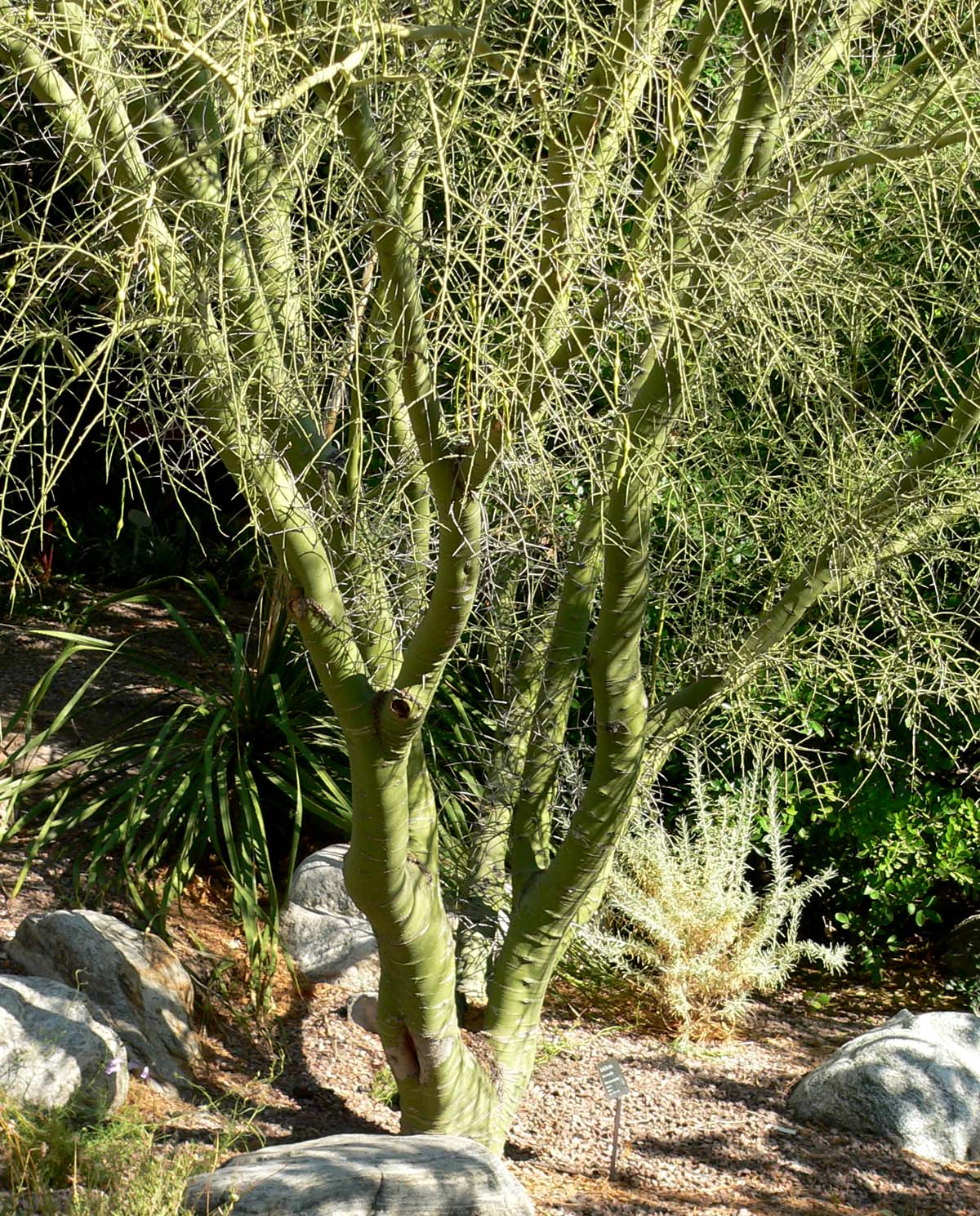
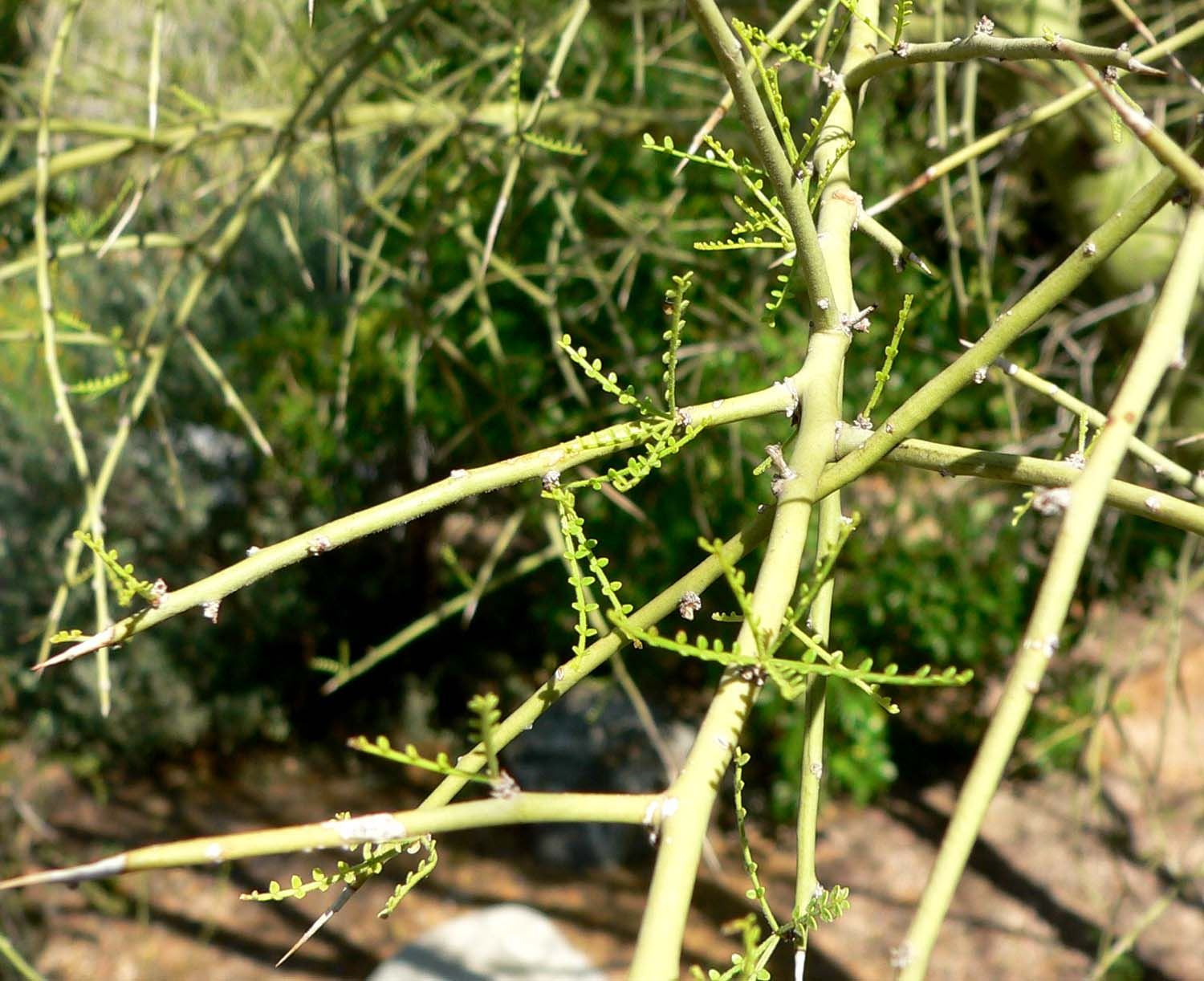
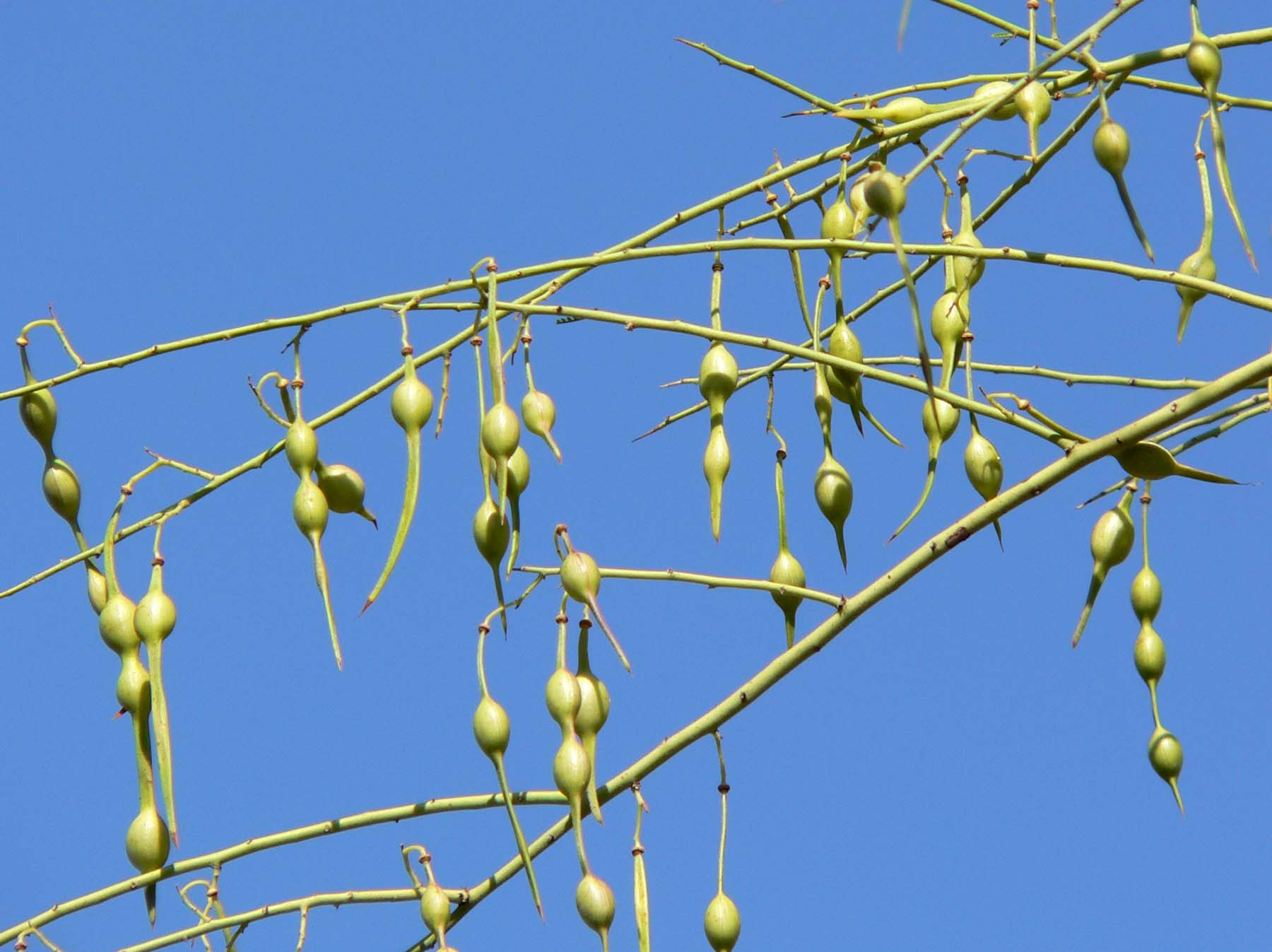
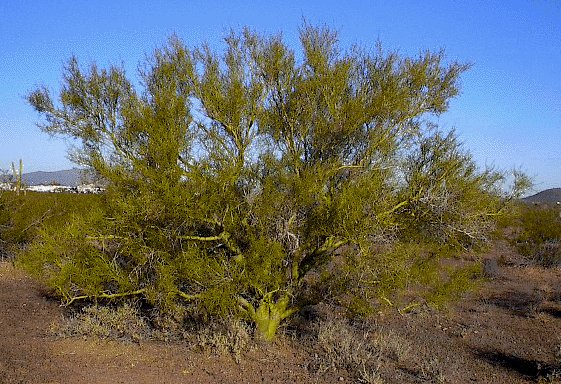